# Powstanie chłopskie w Szwajcarii

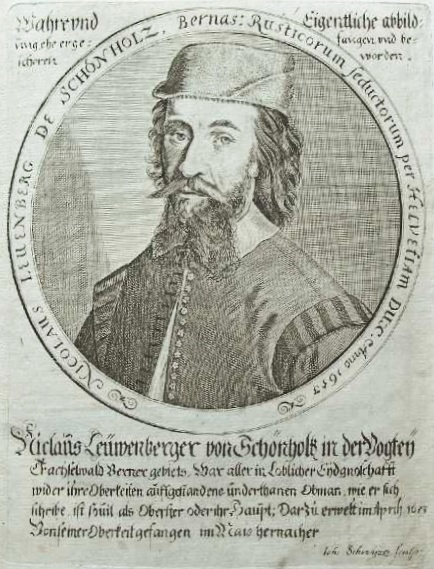
Niklaus Leuenberger, przywódca powstania

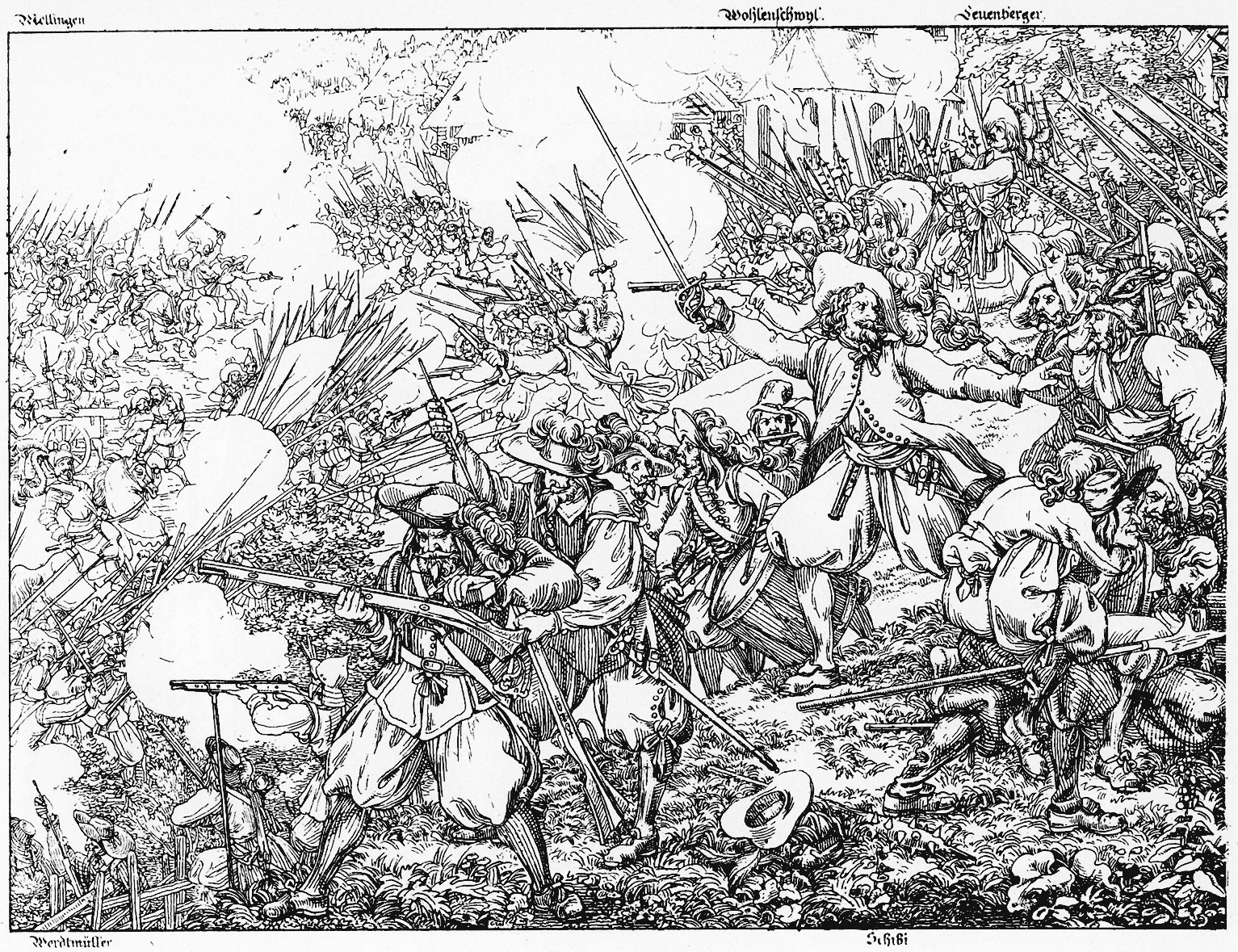
Bitwa pod Wohlenschwil

Powstanie chłopskie w Szwajcarii – zbrojne wystąpienie chłopów w Szwajcarii w 1653 roku.

## Geneza
W XVII wieku miasta Szwajcarii administrowały znacznymi terenami wiejskimi, marginalizując ich polityczne znaczenie. Władzę tę charakteryzowało silne regulowanie życia wiejskich poddanych oraz znaczne obciążenia podatkowe. Sytuację pogorszyła ciężka sytuacja gospodarcza zaistniała po zakończeniu wojny trzydziestoletniej oraz braki żywności. Wiele gospodarstw chłopskich było zadłużonych, sami chłopi domagali się zaś ulg finansowych oraz wolności gospodarczej i politycznej. Bezpośrednim impulsem do wybuchu powstania stała się dewaluacja krążących w obiegu środków pieniężnych. W tej sytuacji poddani Lucerny zwrócili się do tamtejszej rady miasta z wnioskiem o kompensatę utraty wartości pieniądza. Odrzucenie tych żądań wywołało ferment, którego rezultatem było ogłoszenie 10 lutego 1653 zaprzestania płacenia czynszów i dziesięciny. W pierwszych tygodniach marca do buntowników dołączyli poddani miast Berno, Solura i Bazylea. W krótkim czasie powstanie rozszerzyło się na inne rejony Starej Konfederacji Szwajcarskiej. Rządzący w Radzie Berna i Lucerny nie posiadając wystarczających sił do stłumienia rozruchów chłopskich zwrócili się o pomoc do kantonów tzw. Starej Konfederacji. Zurych, który siłą stłumił powstanie swoich obywateli w latach 1645-1646, obawiał się nowych wystąpień na swoich ziemiach, wysyłając swojego burmistrza Johanna Heinricha Wasera z nieudaną misją do powstańców. Ponieważ ich postulaty polityczne (prawo do posiadania własnych zgromadzeń przedstawicielskich) nie zostały przyjęte, 14 maja 1653 w Huttwil chłopi z Lucerny, Berna, Solury i Bazylei podjęli decyzję o utworzeniu własnego związku (Bauernbund). Na jego czele stanął chłop z Emmentalu (kanton Berno) Niklaus Leuenberger, zwany królem chłopskim.

## Opis powstania
Pierwszym celem powstańców stało się oblężenie Berna, Lucerny i Aarau (21-23 maja). Zagrożone szwajcarskie miasta zdecydowały się na zbrojne stłumienie powstania. W chwili gdy Zurych przygotowywał swoje wojska do akcji, przywódca powstańców berneńskich Niklaus Leuenberger 29 maja 1653 zawarł kompromis z Radą Berna, w którym uzyskał potwierdzenie części poczynionych dotąd na rzecz rebeliantów ustępstw w zamian za rezygnację z postulatów politycznych (układ z Murifeld). 
20-tysięczna armia uzbrojonych głównie w kosy i kiepsko dowodzonych chłopów pociągnęła wówczas w kierunku Zurychu, zakładając swój obóz pod Mägenwil. Przeciwko powstańcom Leuenbergera i Christiana
Schibi z Lucerny nadciągnęło 9000 żołnierzy zuryskich pod wodza Hansa Konrada Werdmüllera. Dnia 3 czerwca 1653 doszło do bitwy pod Wohlenschwil pomiędzy obiema stronami. W wyniku starcia miejscowość spłonęła, a powstańcy zostali pokonani, tracąc 50 zabitych. Dzień później zawarto w Mellinger układ z Zurychem, na podobnych warunkach jak w Murifeld. Powstancy musieli oddać posiadana bron i zrezygnować z zasadniczej części wysuwanych postulatów.
W kolejnych kilku starciach m.in. pod Gisikon i Herzogenbuchsee armia chłopów przestała istnieć, a ich przywódcy dostali się do niewoli. Pojmany chłopski król został skazany na ścięcie, a jego ciało poddano poćwiartowaniu. Powstanie chłopów zakończyło się całkowitą klęską, a zwycięskie kantony uznały zawarte układy za nieobowiązujące. Wielu uczestników powstania stracono, uwięziono lub skazano na banicję. Ludność wiejska została obłożona wysokimi kontrybucjami. Jedyną korzyścią chłopów było to, że aż do roku 1798 Berno nie zdecydowało się na podwyższanie podatków swoim podwładnym. Powodem był brak środków finansowych na wyposażenie nowej armii, mającej wystąpić przeciwko kolejnemu powstaniu.